# Роузланд (Канзас)
Роузланд (енгл. Roseland) град је у америчкој савезној држави Канзас.

## Демографија
По попису из 2010. године број становника је 77, што је 24 (-23,8%) становника мање него 2000. године.
| Група             | 2000.      | 2010.      |
| Белци             | 97 (96,0%) | 75 (97,4%) |
| Афроамериканци    | 0 (0,0%)   | 0 (0,0%)   |
| Азијати           | 0 (0,0%)   | 0 (0,0%)   |
| Хиспаноамериканци | 0 (0,0%)   | 0 (0,0%)   |
| Укупно            | 101        | 77         |